# Chicago (Künstler)

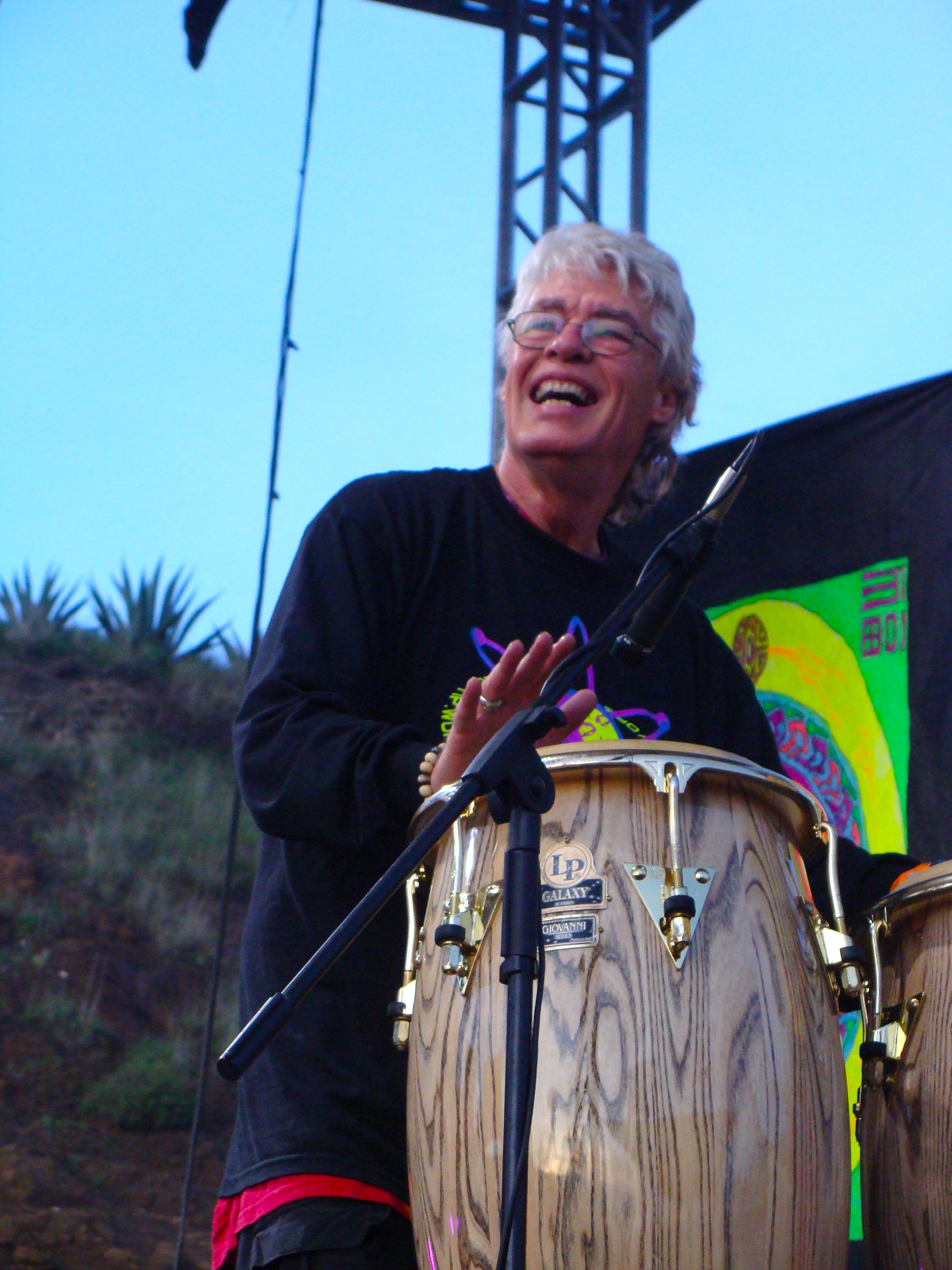
Chicago

DJ Chicago (* 1951 in Chicago in Illinois, USA), bürgerlicher Name David Christman, ist ein US-amerikanischer Psytrance-Artist und Mitbegründer von 1200 Micrograms. Schon früh prägte er den elektronischen Goa im Jahre 1983. Seitdem trat er zusammen mit anderen Künstlern wie Raja Ram, Riktam oder Bansi weltweit auf Festivals mit der Künstlervereinigung 1200 Micrograms auf, bis diese sich Ende 2016 auflöste.

## Biografie
Christman wuchs in Chicago auf. Danach reiste er eine Weile durch die Welt, um neue Kulturen und Bräuche kennen zu lernen. Seinen ersten Kontakt mit bewusstseinserweiternden Substanzen hatte er 1966, was seinen weiteren Weg maßgeblich beeinflusste. 1983 hatte er seinen Weg in die zu der Zeit aufkommende Goa-/Psy-Bewegung gefunden, in der er bis heute aktiv ist.
1999 gründeten er, Raja Ram (Ronald Rothfield), Rikatam und Bansi die Künstlergruppierung 1200 Micrograms. Die Idee hierfür kam ihnen, nach eigenen Angaben, auf 1200 Microgram LSD. Daraufhin publizierten sie in ihrem ersten Album (1200 Micrograms) zahlreiche Tracks unter dem Namen weiterer psychedelischer Substanzen wie z. B. Ayahuasca, Mescaline, Magic Mushrooms oder DMT.
Sie erreichten eine große Popularität in der Psytrance-Szene rund um die Welt und traten auf zahlreichen Festivals auf, bis sich die Gruppierung 2016 aufgrund interner Streitigkeiten auflöste.

## Diskographie
Als alleiniger Künstler sind keine Tracks bekannt, jedoch veröffentlichte er in der Gruppierung 1200 Micrograms mehrere Alben:
- 1200 Micrograms (TIP World, 2002)
- Heroes of the Imagination (TIP World, 2003)
- The Time Machine (TIP World, 2004)
- Live in Brazil (TIP World, 2005)
- 1200 Micrograms Remixed (TIP World, 2006)
- Magic Numbers (TIP World, 2007)
- Gramology (EP) (TIP World, 2010)
- 96% (EP) (TIP World, 2012)
- A Trip Inside The Outside (EP) (Tip World, 2013)
- 1200 Mic's (Tip World, 2013)
- Ritualism (EP) (Tip World, 2016)